# دوران الأوعية الدقيقة
دوران الأوعية الدقيقة هي دورة الدم في الأوعية الدموية الأصغر الموجودة في الجملة الوعائية المضمنة في أنسجة الأعضاء. بالمقارنة مع دورة الأوعية الكبيرة والتي هي دورة الدم من وإلى الأعضاء.

## روابط خارجية
- Microcirculatory Society, Inc.
- Microcirculation, The Official Journal of the Microcirculatory Society, Inc. نسخة محفوظة 6 يناير 2013 at Archive.is